# Apistogramma caetei
Apistogramma caetei es una especie de peces de la familia Cichlidae en el orden de los Perciformes.

## Morfología
Los machos pueden llegar alcanzar los 3,6 cm de longitud total y las  hembras 4.

## Distribución geográfica
Se encuentran en Sudamérica: estado de Pará (Brasil ). 